# دمیترو ولادوف
دمیترو ولادوف (روسی: Дмитрий Михайлович Владов؛ زادهٔ ۱۲ مارس ۱۹۹۰) بازیکن فوتبال اهل اوکراین است.
از باشگاه‌هایی که در آن بازی کرده‌است می‌توان به باشگاه فوتبال چورنومورتس اودسا اشاره کرد.